# Letizia Moratti
- Commons

Letizia Brichetto Arnaboldi, conhecida como Letizia Moratti (Milão, 26 de novembro de 1949), é uma política e empresária italiana. Foi ministra da Instrução durante o segundo governo de Silvio Berlusconi entre 2001 e 2006 e também prefeita de sua cidade natal, de 20 de maio de 2006 até 31 de maio de 2011. Além desses cargos, foi vice-governadora e secretária do Bem Estar Social de Lombardia entre 2021 e 2022.
Letícia Moratti foi a primeira mulher a ser presidente da RAI, a rede estatal de televisão italiana.
Foi casada com Gian Marco Moratti, falecido em 2018, com o qual teve dois filhos, Gilda e Gabriele Moratti.
É cunhada de Massimo Moratti, empreendedor do setor petrolífero e presidente do clube de futebol Internazionale de Milão.